# Walerian Serwatowski
Walerian  Serwatowski (ur. 1810 w Budzanowie – w dawnym województwie Ruskim w Ziemi Halickiej, pod Janowem Podolskim – zm. 22 marca 1891 w Krakowie) – ksiądz, kanonik lubelski i krakowski, proboszcz parafii św. Krzyża w Krakowie; penitencjarz przy kościele Archikatedralnym Najświętszej Marii Panny w Krakowie. Autor wykładu Biblii i wielu dzieł religijnych i filozoficznych.

## Życiorys
W czasie wojny włoskiej toczył polemiki z ks. Golianem dotyczące władzy świeckiej papieża publikując kilka rozpraw:
- Leitfaden zur Belehrung der Katolischen Kirche zuruecktrettenden Nichtunite, Wiedeń 1839;
- Wykłady Ewangelistów, Wykłady Pisma św. nowego zakonu, 4 tomy, Warszawa 1860;
- Pogląd na dzieje rodu ludzkiego ze stanowiska chrześcijańskiego, Kraków 1852,
- Nauki parafijalne dogmatyczne dla ludu wiejskiego, Warszawa 1861;
- Pierworys systematu filozofii ze stanowiska chrześcijańskiego pojęty, Warszawa 1852.

Członek Polskiej Akademii Umiejętności i Towarzystwa Naukowego Krakowskiego. Wizjoner, więziony za nawoływanie do Niezabijaj w 1846. Dziekan Kolegiaty i Proboszcz Parafii Wszystkich Świętych w Krakowie, kanonik honorowy lubelski, Radca M. Kurii Książęco-Biskupiej, wiceprezes Sądu Książęcego Biskupiego dla Spraw Małżeńskich, Cenzor Ksiąg Treści Religijnej. wicedziekan drugiego Dekanatu Miejskiego, Członek Krakowskiej Akademii Umiejętności, Radny Miasta Krakowa. Był jednym z autorów haseł do 28 tomowej Encyklopedii Powszechnej Orgelbranda z lat 1859-1868. Jego nazwisko wymienione jest w I tomie z 1859 roku na liście twórców zawartości tej encyklopedii.
Pochowany na cmentarzu Rakowickim w Krakowie (kwatera GA-zach.). Pamiątkowe tablice ku jego pamięci znajdują się w kościele  Świętych Apostołów Piotra i Pawła w Krakowie oraz w Muzeum Historycznym Krakowa w Sukiennicach.

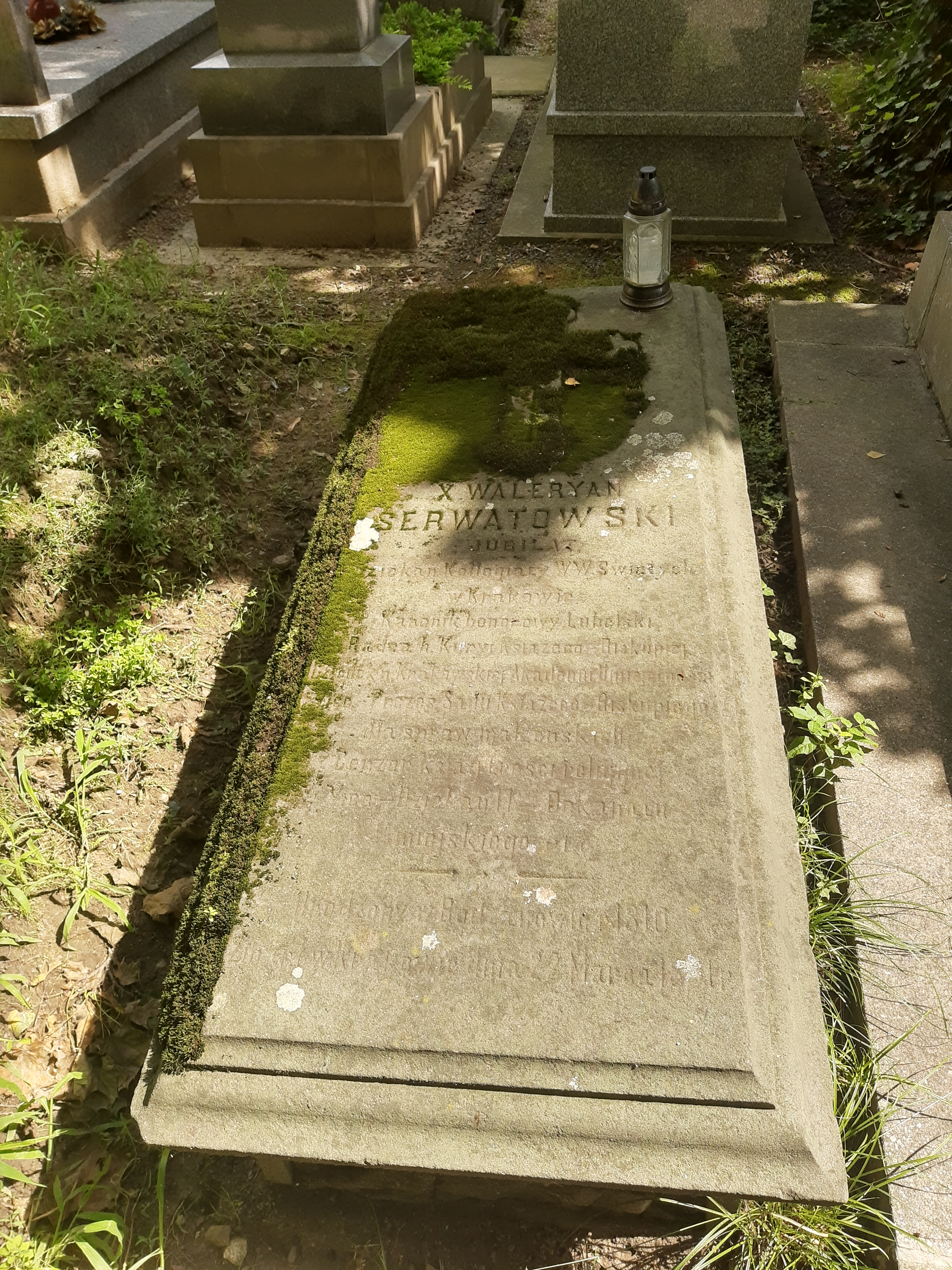
Grób ks. prof. Waleriana Serwatowskiego

## Dorobek pisarski
- Wykład Listu św. Pawła Apostoła do Rzymian, Wiedeń 1846
- Wykład Listów Świętego Apostoła Pawła do Galatów, Efezów, Filipińczyków i obydwu Listów do Tessalończyków, jako dalszy ciąg Wykładu Pisma Świętego Nowego Zakonu, Kraków 1854;
- Wykład Listów Świętego Apostoła Pawła do Tymoteusza, do Tytusa, do Filomena i do Żydów jako dalszy ciąg Wykładu Pisma Świętego Nowego Zakonu, Kraków 1856
- Nauki parafialne dogmatyczne dla ludu wiejskiego[3], Warszawa 1860;
- Obrona prawdy przyjaciołom poświęcona[4], Kraków 1860;
- Katolicyzm i schizma w obopólnym do siebie stosunku[5], Kraków 1866;
- Wykład Pisma Świętego Nowego Zakonu: T. 4: Dzieje Apostolskie[6], Lwów 1871;
- Rozmowy Włościanina z Plebanem o królestwie Bożym na Ziemi[7], Kraków 1872;
- Jak mama maleńskiego Jasia religii uczyła? Zarys drugi,[8] Kraków 1875
- Pamiętniki akademika. Przez amatora artykułów z Krakowa[9], Poznań 1890-1891;
- Nieboszczyk z siedemnastego wieku [bd]
- Pierworys systematu filozofii ze stanowiska chrześcijańskiego [bd][10]